# Syndynamiek
Met de syndynamiek wordt in de vegetatiekunde specifiek het wetenschappelijk onderzoek naar de veranderingen van vegetatie door de tijd heen bedoeld. Tot de belangrijkste thema's binnen deze tak van het vegetatiekundig onderzoek behoren successie, fenologie, grensverschuivingen in vegetatiezonering en floristische veranderingen binnen syntaxa.